# Максим Мунзук
Максим Монгужукович Мунзук (на руски: Максим Монгужукович Мунзук) е тувински актьор.

## Биография
Той е роден на 15 септември 1912 година в село Межегей, по това време част от Китай, но присъединено две години по-късно към Руската империя. През 30-те години е сред основоположниците на националния театър на независимата по това време Тувинска народна република. Освен актьор, той е и режисьор, певец, фолклорист и композитор. От 70-те години се снима и в киното, като най-известна е главната му роля във филма на Акира Куросава „Дерсу Узала“ (1975).
Максим Мунзук умира на 28 юли 1999 година в Кизил.